# 喬羅 (加利福尼亞州)
喬羅（英語：Chorro）是位於美國加利福尼亞州聖路易斯-奧比斯保縣的一個非建制地區。該地的面積和人口皆未知。

## 地理
喬羅的座標為35°19′36″N 120°40′40″W / 35.32667°N 120.67778°W，而該地的平均海拔高度為203米（即666英尺）。